# 마하리시 마헤쉬 요기

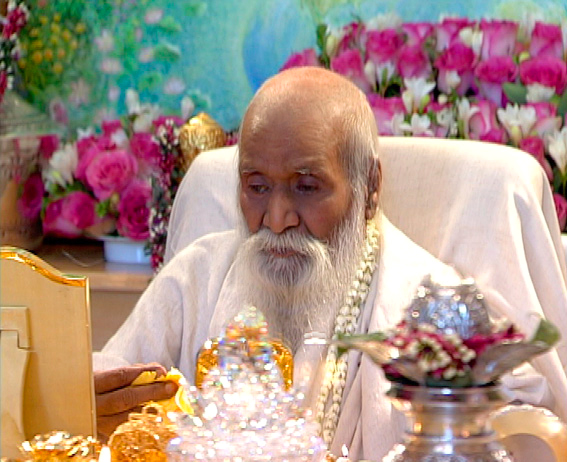
2007년 11월 11일의 마하리시 마헤쉬 요기

마하리시 마헤쉬 요기(Maharishi Mahesh Yogi, 1917년 1월 12일 ~ 2008년 2월 5일)는 인도의 초월명상법을 창시하고 발전시킨 사람이다. 1917년에 인도의 자발푸르에서 태어났으며 비틀즈의 정신적 스승으로 1960년대말 서구에 알려지게 되었다.

## 생애
1939년 스와미 브라마난다 사라스와티의 제자가 된 이후 1950년대 중반부터 가르침을 전하기 시작해 1959년에 미국으로 첫 여행을 떠났고 1960년 유럽 순방 도중 영국을 방문해 텔레비전과 신문에 등장했다. 그리고 1년 뒤에는 런던의 로열 앨버트 홀에서 5,000명의 청중에게 강의를 했다. 1968년 그룹 비틀즈의 멤버들이 그를 방문하게 되자 널리 알려졌다. 1990년부터는 네덜란드 블로드롭에서 활동을 해왔다. 2008년 1월 11일 건강이 악화되어 은퇴를 선언했으며 2008년 2월 5일 세상을 떠났다.

## 참고 문헌
- 브라이언, 사우널 (2014). 《The Beatles in 100 Objects》 [비틀즈 100]. 아트북스. ISBN 978-89-6196-172-1. 2017년 4월 25일에 확인함.